# Chasseuses d'autographes
Pour plus de détails, voir Fiche technique et Distribution.
Chasseuses d'autographes (The Youngest Profession) est un film américain en noir et blanc réalisé par Edward Buzzell, sorti en 1943. Le film fut un succès.

## Synopsis
L'adolescente Joan est la présidente du fan club des vedettes de cinéma de son lycée. Sa passion : collectionner les autographes des grandes stars. Elle est prête à tout pour y arriver. Avec sa fidèle amie Patricia, elle passe la majeure partie de la journée à épier les gares et les hôtels de New York et traquer des personnalités. 
Cinq vedettes du studio MGM apparaissent dans le film dans leur propre rôle : Lana Turner, Greer Garson, Walter Pidgeon, Robert Taylor et William Powell. 

## Fiche technique
- Titre français : Chasseuses d'autographes[2]
- Titre original : The Youngest Profession
- Réalisation : Edward Buzzell
- Scénario : Charles Lederer et Leonard Spigelgass
- Direction artistique : Cedric Gibbons
- Décors : Edwin B. Willis
- Costumes : Irene
- Photographie : Charles Lawton Jr.
- Montage : Ralph E. Winters
- Musique : David Snell
- Production : B.F. Zeidman
- Société de production et de distribution : Metro-Goldwyn-Mayer
- Pays de production :  États-Unis
- Langue originale : anglais américain
- Format : noir et blanc — 35 mm — image : 1,37:1 — son : mono
- Genre : comédie
- Durée : 82 minutes
- Dates de sortie :
  - États-Unis : 26 février 1943
  - France : 6 juin 1947

## Distribution
- Virginia Weidler : Joan Lyons
- Edward Arnold : Burton V. Lyons
- John Carroll : Dr Hercules
- Agnes Moorehead : Miss Featherstone
- Jean Porter : Patricia Draw
- Ann Ayars : Susan Thayer
- Marta Linden : Edith Lyons
- Ray Teal : le chauffeur de taxi
- Claire McDowell : une femme
- Aileen Pringle
- Marjorie Gateson
- Dorothy Morris : une secrétaire